# Kalihiwai
Kalihiwai – jednostka osadnicza w Stanach Zjednoczonych, w hrabstwie Kauaʻi.